# 月光集市
28°39′22″N 77°13′52″E / 28.656°N 77.231°E

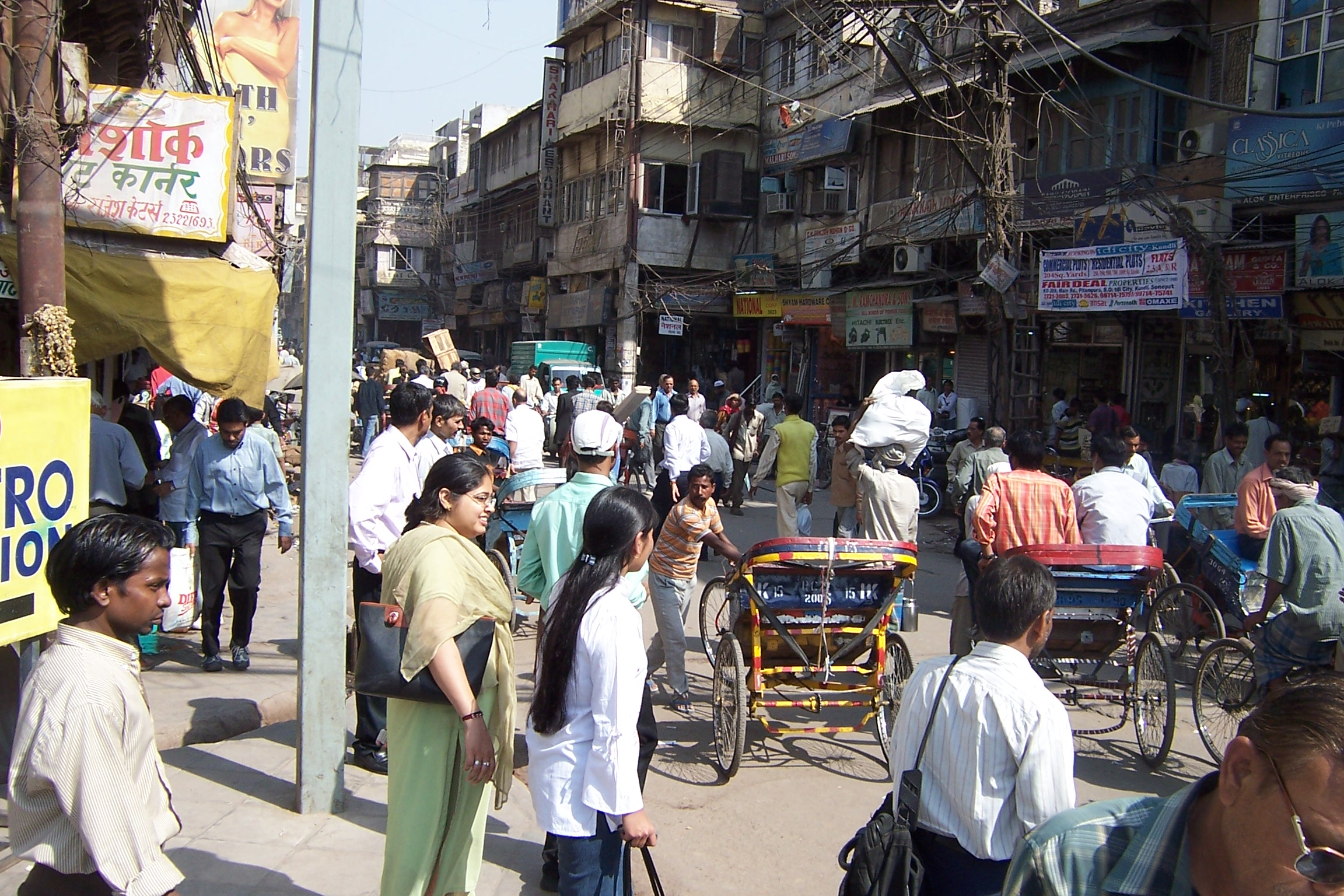
拥挤的月光集市

月光集市（Chandni Chowk）是印度老德里最古老繁忙的集市之一。据说因月光倒映在水渠中而得名。

## 历史

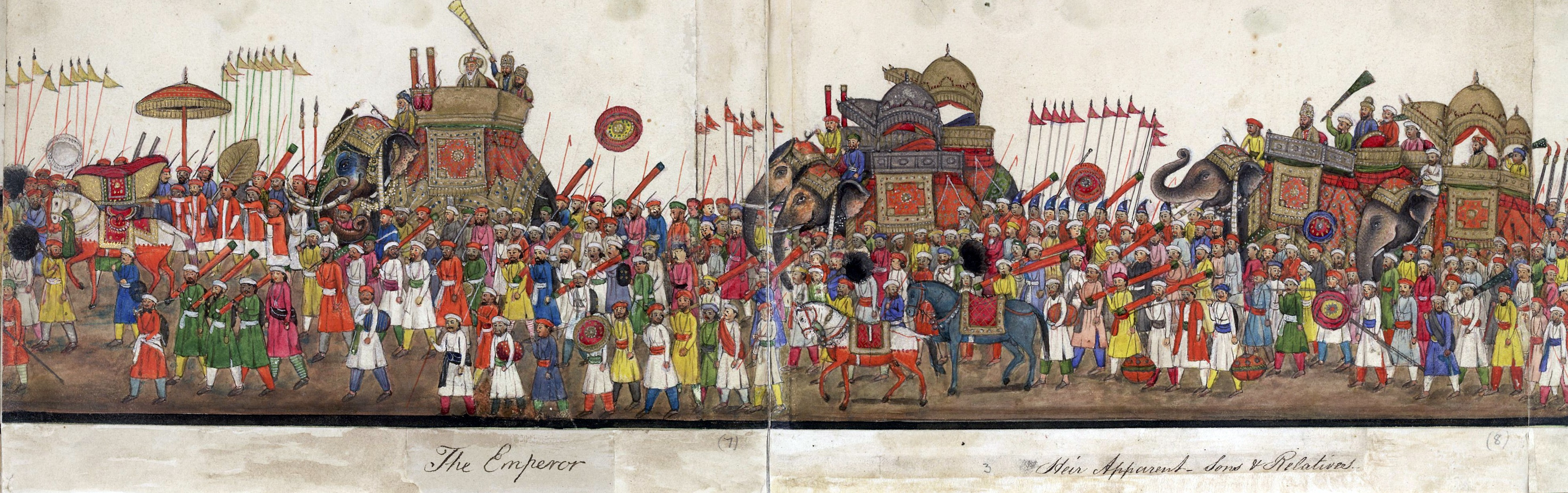
皇帝巡游

月光集市是老德里城墙内的主要街道。老城包括红堡，由莫卧儿王朝皇帝沙贾汗兴建于1650年。月光集市穿过城市的中心，从拉合尔门（Lahori Darwaza），向西到法泰普里清真寺。原来，一条水渠贯穿街道中间，供应城市的水源。最初这条街分为三段：靠近皇宫的乌尔都巴扎、Johri 巴扎和法泰普里巴扎。两旁是狭窄的小巷和古老的住宅区。
月光集市曾是印度最大的市集。莫卧儿帝国的游行通常会穿过月光集市。1903年，爱德华七世延续了这一传统。  
月光集市是一条不寻常的街道，属于不同宗教的著名宗教圣地在此共存。从红堡开始，街上有： 
- 天衣派耆那教寺庙
- 印度教 高里三喀庙[4]
- 基督教 中央浸信会
- 锡克教 希斯甘吉谒师所
- 伊斯兰教 金色清真寺
- 伊斯兰教 法泰普里清真寺

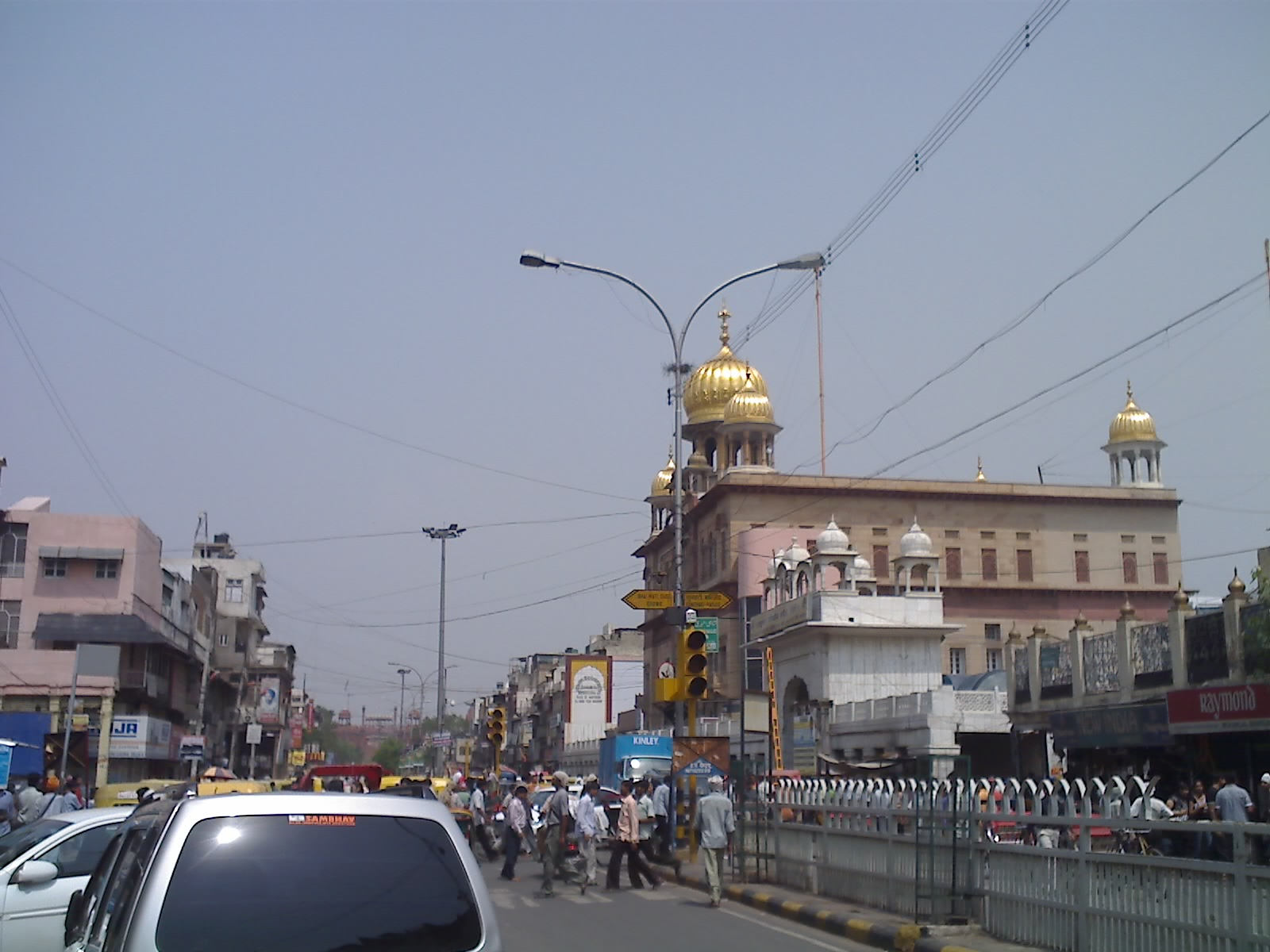
希斯甘吉谒师所

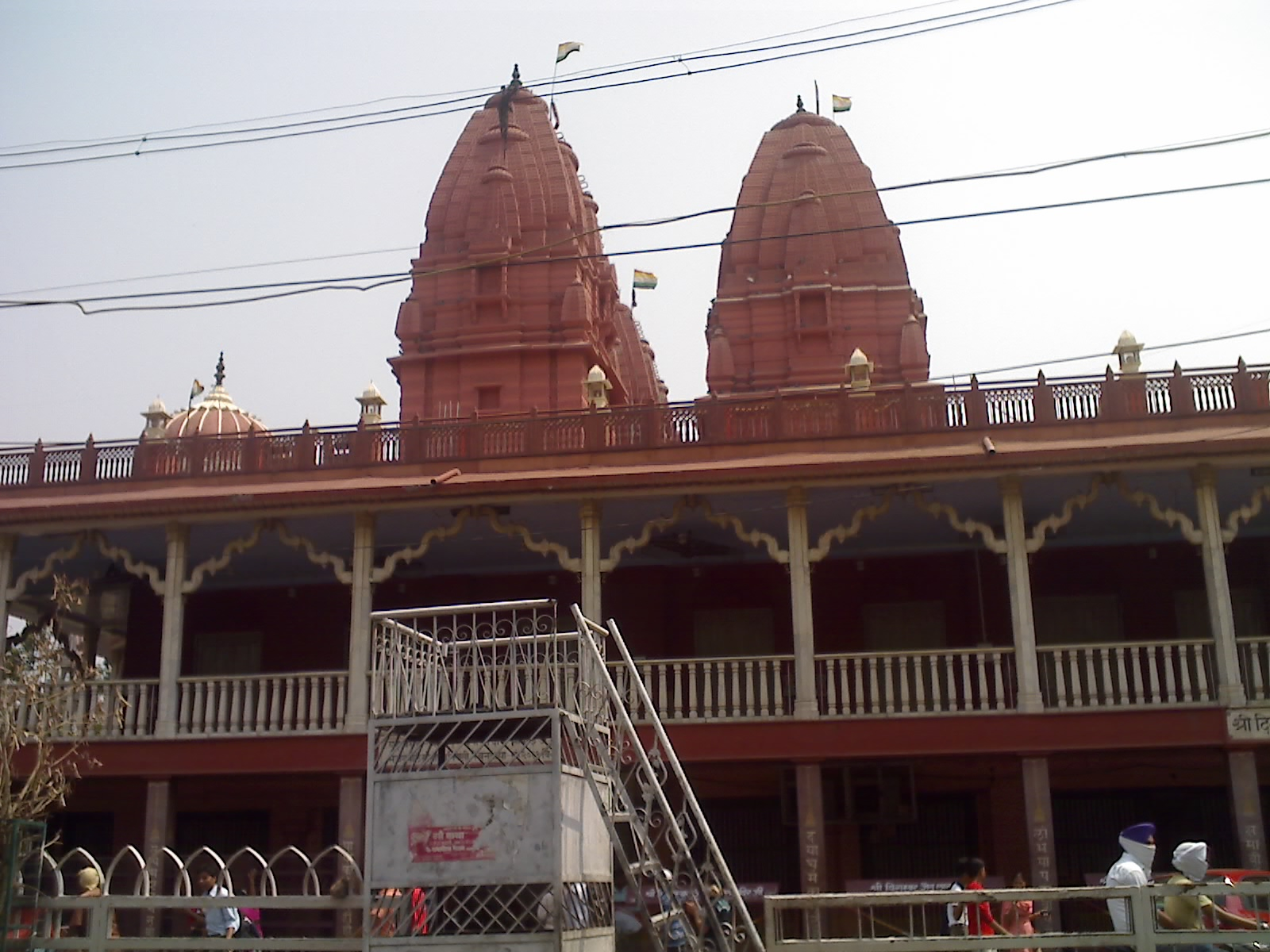
耆那教庙

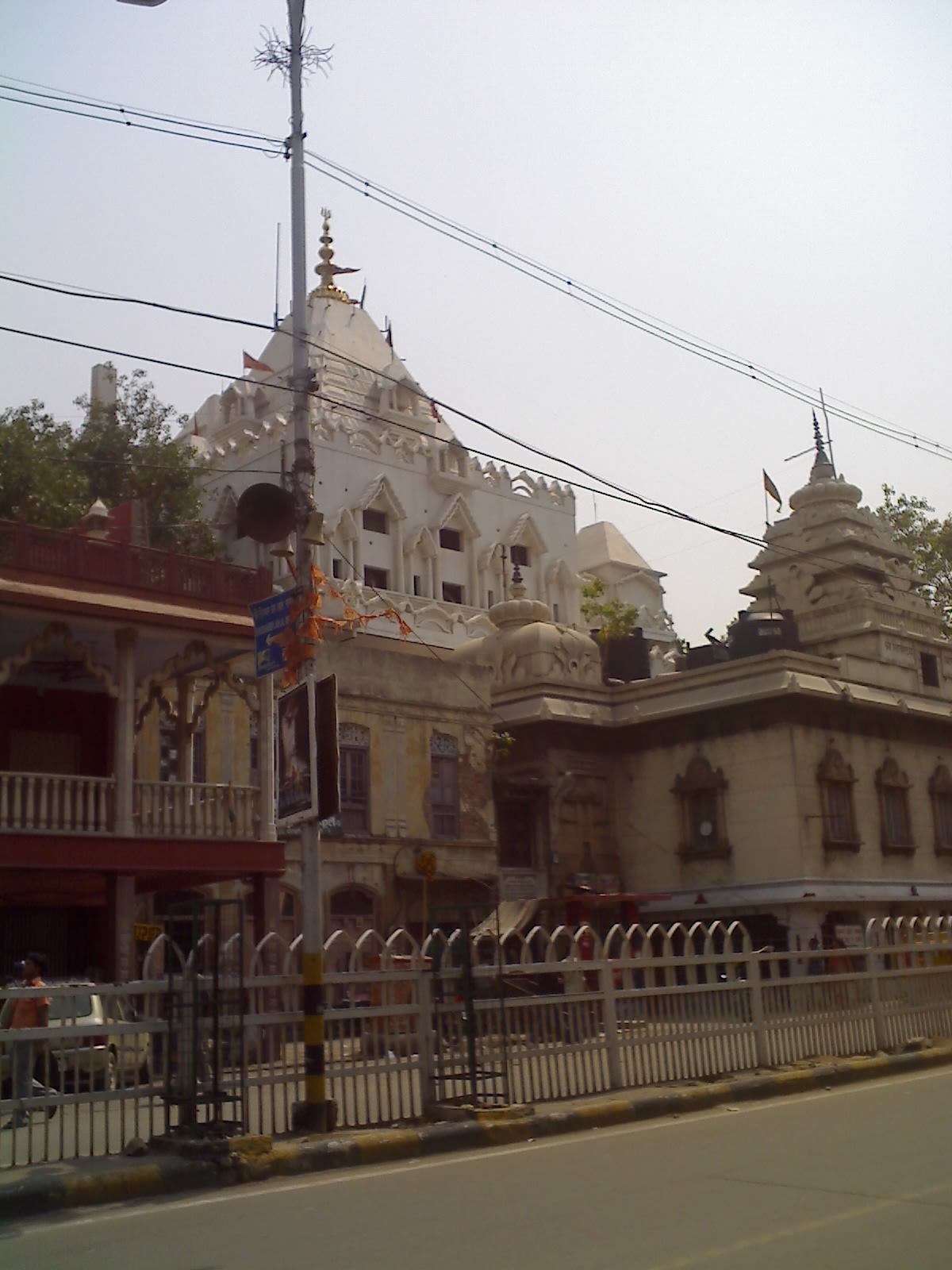
高里三喀庙

德里最著名的清真寺，贾玛清真寺，也于1650年建在附近。

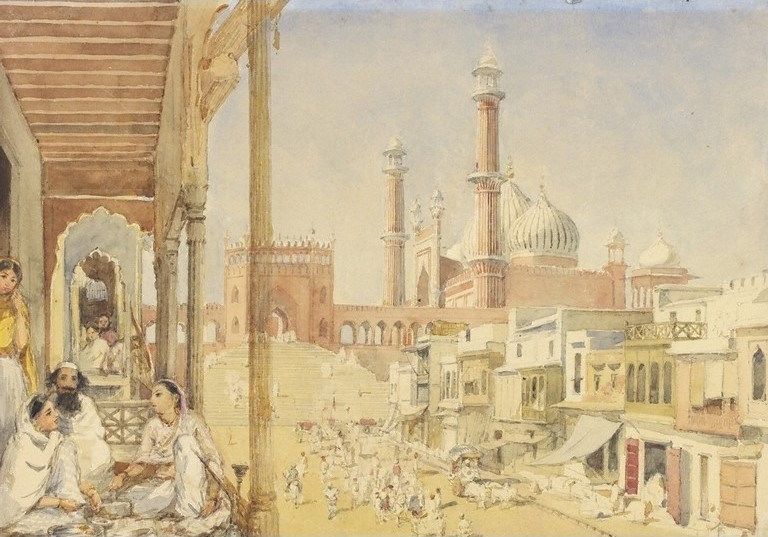
贾玛清真寺，1852.

月光集市的特色是它的各种市场及其印度特色。有上千种地道的印度美食，大量的狭窄小巷有许多店铺出售书籍，服装，鞋和皮革制品，电子和消费品和诸如此类的东西。比起城市其他地方，该地区更为拥挤。这也是一个逛街的好去处。月光集市有一些著名的餐厅。

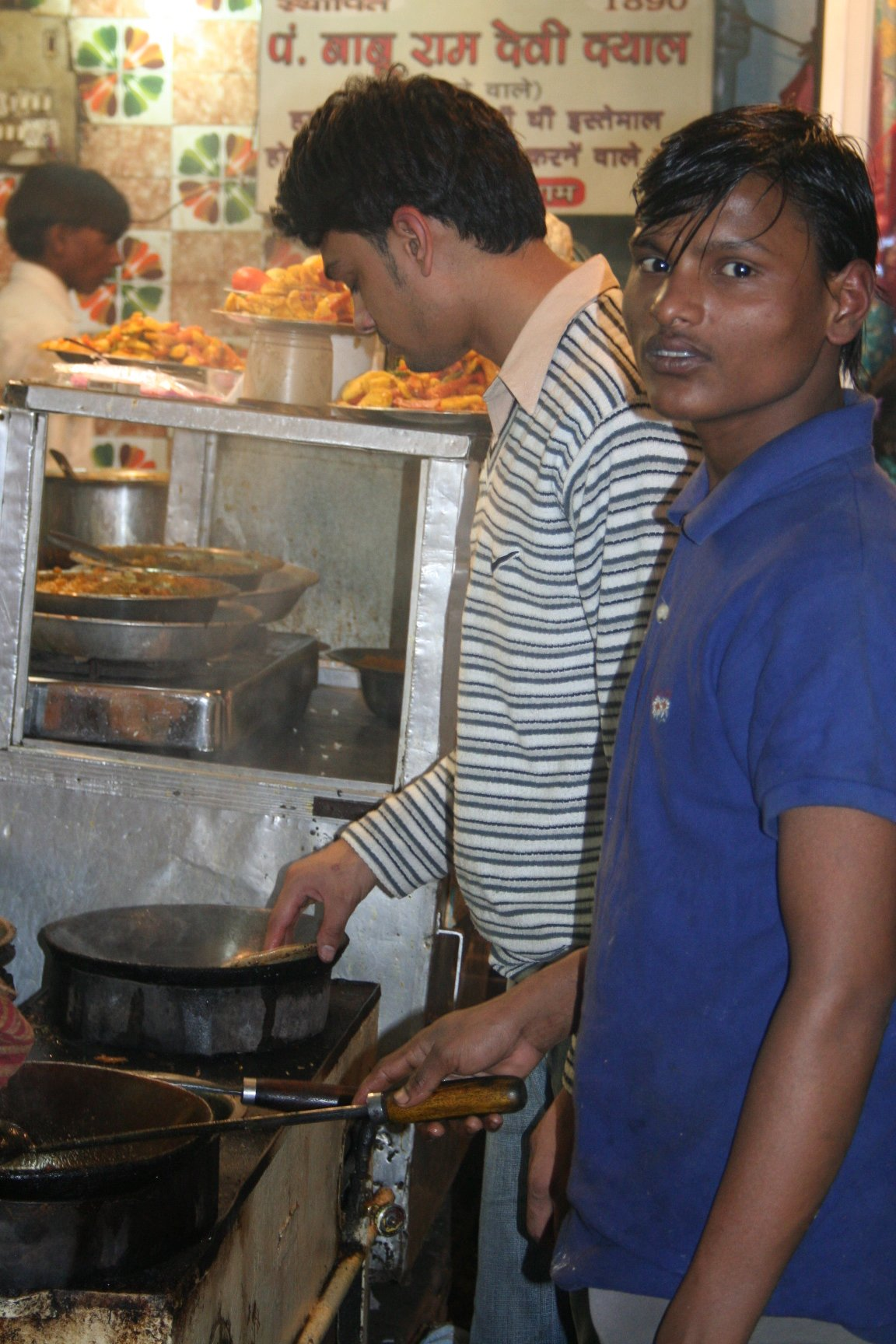
售卖印度抛饼的食肆

## 电影
2009年宝莱坞电影《月光集市到中国》，阿克夏·庫馬、荻皮卡·帕都恭主演。
Template:德里地标